# Burston
Burston – wieś w Anglii, w hrabstwie Norfolk, w dystrykcie South Norfolk. Leży 28 km na południe od Norwich i 133 km na północny wschód od Londynu.
Miejscowość liczy 538 mieszkańców.